# كأس آيسلندا 2012
كأس آيسلندا 2012 هو الموسم 53 من كأس آيسلندا. أقيم خلال الفترة 1 مايو 2012 وحتى 18 أغسطس 2012، وأشرف على تنظيمه اتحاد آيسلندا لكرة القدم، وكان عدد الأندية المشاركة فيه 76، وفاز فيه ناتدبيرنوفيلاغ ريكيافيكور.